# Zaruddia (przystanek kolejowy)
Zaruddia (ukr. Заруддя) – przystanek kolejowy w miejscowości Zaruddia, w rejonie chmielnickim, w obwodzie chmielnickim, na Ukrainie. Położony jest na linii Szepetówka – Chmielnicki.